# Sorex daphaenodon
Sorex daphaenodon is een zoogdier uit de familie der spitsmuizen (Soricidae). De wetenschappelijke naam van de soort werd voor het eerst geldig gepubliceerd door Oldfield Thomas in 1907.

## Verspreidingsgebied
Het verspreidingsgebied van de soort strekt zich uit van het Oeralgebergte tot aan Kamtsjatka en Sachalin. Buiten de Russische Federatie wordt de soort ook aangetroffen in het noorden van Mongolië, het noorden van Kazachstan en het noordoosten van China.